# Сташков, Николай Иванович
Николай Иванович Сташков (2 [15] апреля 1907, Мариновка, Херсонская губерния — 26 января 1943, Днепропетровск) — один из организаторов партийного подполья и партизанской борьбы на Украине, секретарь Днепропетровского подпольного обкома КПУ. Герой Советского Союза (1945).

## Биография
Родился 2 (15) апреля 1907 года в селе хутор Мариновский (ныне село Мариновка Беляевского района Одесской области) в семье рабочего. Болгарин.
С малых лет остался без родителей. Отец был выслан в Сибирь в 1914 году за революционную деятельность среди одесских портовых рабочих, мать умерла. Десятилетним мальчиком он поехал разыскивать отца. В декабре 1917 года в Иркутске окоченевшего ребёнка подобрали красногвардейцы отряда Блюхера. Мальчик стал воспитанником отряда.
В годы гражданской войны воевал в рядах 51-й дивизии, принимал участие в боях за Каховку и Перекоп.
В 1921 году — курсант Харьковской школы красных старшин. После её окончания продолжал военную службу в Одесской пехотной школе.
После демобилизации в 1925 году был направлен на машиностроительный завод имени Октябрьской революции в город Луганск, где работал учеником слесаря.
В 1926 году переехал в Днепропетровск, где работал слесарем на заводе «Спартак», принимал активное участие в работе комсомольской организации. В 1928 году как передовой комсомолец окружкомома ЛКСМУ командирован в Межевской район (ныне Днепропетровской области) для проведения коллективизации сельского хозяйства, где работал в 1928—1929 годах.
В 1930 году окружкомом комсомола направлен учиться в Днепропетровский металлургический институт.
25 июня 1931 года вступил в ВКП(б).
В 1933 году был отправлен обкомом партии в политотдел Коларовской МТС, где работал помощником начальника по комсомолу до 1935 года. В 1935 году окончил совпартшколу.
С апреля по декабрь 1937 года возглавлял Криворожский городской совет.
В 1938 году вновь служил в Красной армии, в 1938 году присвоено звание младший политрук. После демобилизации работал секретарём парткома стройконторы речного порта и инструктором Кировского райкома партии Днепропетровска.
В сентябре 1939 года по рекомендации обкома партии назначен комиссаром 14-го горнострелкового батальона в Николаевске-на-Амуре. Окончил курсы при Горьковском военно-политическом училище.
В связи с тяжёлым заболеванием туберкулёзом лёгких в апреле 1941 года был демобилизован по состоянию здоровья и снят с воинского учёта.
20 июня 1941 года вернулся в Днепропетровск.
22 июня 1941 года, в первый день Великой Отечественной войны обратился в военкомат, а утром 23 июня 1941 отправил телеграмму в Москву на имя наркома обороны и начальника политического управления РККА с просьбой зачислить в действующую армию. Получив из Москвы отрицательный ответ, прибыл в обком партии и сообщил, что готов выполнить любое порученное задание.
С июля 1941 года — инструктор отдела кадров Днепропетровского обкома КП(б)У. Участвовал в эвакуации на восток населения и промышленного оборудования. В дальнейшем был назначен заведующим сектором отдела кадров обкома.
В связи с приближением к городу линии фронта, Днепропетровский обком КП(б)У приступил к созданию подполья и партизанских формирований. Был утверждён состав Днепропетровского подпольного обкома партии во главе с Н. И. Сташковым, местом пребывания подпольного обкома был определён Павлоград.
С августа 1941 года стал первым секретарём Днепропетровского подпольного обкома КП(б)У.
На должности секретаря Днепропетровского подпольного обкома КПУ проявил себя стойким бойцом, бесконечно преданным Родине. Сообщая родным, что он оставлен на оккупированной фашистами территории, высказал чувства, вызванные у него партийным заданием: «Остаюсь работать без страха, без принуждения. Буду живой, встретимся — расскажу. Если погибну, пусть дети знают, что их отец не был трусом, отдал жизнь за дело партии Ленина, за дело Родины… Я любил вас так, как свою Отчизну-мать. Умру за Родину — значит, умру за ваше счастье».
Начал свою деятельность с установления связи с подпольными городскими и районными организациями. В это время в Днепропетровской области начали борьбу против захватчиков 6 подпольных горкомов и 18 подпольных райкомов партии. В октябре-ноябре 1941 года обошёл пешком районы области и установил личный контакт с руководителями подпольных горкомов и райкомов партии, а также с вожаками комсомольско-молодёжных организаций.
В октябре 1941 года через связного Т. Е. Маслова он установил связь с партизанскими отрядами в Новомосковских лесах.
В ноябре 1941 года подпольный обком провёл в Новомосковском лесу собрание, пригласив делегатов от всех дислоцировавшихся здесь партизанских отрядов. На собрании Сташков выступил с докладом.
С докладом выступил секретарь подпольного обкома партии Н. И. Сташков. В решении предлагалось партизанам Днепропетровщины усилить удары по фашистам и ещё больше активизировать массово-политическую работу среди населения. В Днепропетровске и ряде районов области было распространено обращение подпольного обкома, в котором говорилось: «Товарищи! Народная кровь и страдания зовут к мести. За время своего хозяйничания на нашей территории оголтелые гитлеровские шакалы казнили сотни тысяч мирного населения. Только в Днепропетровске фашисты расстреляли более 25 тысяч мирных жителей… Эта голодная свора грабит всё, что только возможно, — хлеб, скот, птицу, руду, и не гнушается снимать с населения одежду, обувь и другие предметы широкого потребления… Пока фашистский сапог топчет нашу землю, не видеть нам воли. Ни один фашист не должен уйти с нашей земли живым. Все силы на борьбу с коричневой чумой — гитлеризмом!».
Установил связь с ЦК КПУ через связных подполья. В начале января 1942 года ЦК КПУ потребовал от подпольного обкома партии усилить подпольную и партизанскую борьбу в тылу врага. В этом же месяце под руководством Н. И. Сташкова в Павлограде состоялось совещание секретарей подпольных горкомов и райкомов партии Левобережья. Было принято решение о максимальном использовании легальных и нелегальных возможностей в развёртывании всенародной борьбы, о необходимости дальнейшего увеличения и укрепления боевых диверсионных групп.
Подпольный обком партии подготовил и распространил среди населения сотни листовок, в которых писалось: «Товарищи днепропетровцы, приближается время и нашего освобождения от фашистов! Всеми силами помогайте нашей Красной армии, не выполняйте приказов и распоряжений фашистского командования. Всячески тормозите работу своего предприятия… организовывайтесь в отряды и группы… бейте и уничтожайте материальную часть и боеприпасы фашистов. Дезорганизуйте работу транспорта… Смерть фашистским оккупантам!».
С целью усиления боевой деятельности партийного подполья в мае 1942 года прибыл в Днепропетровск. Подобрав энергичных, преданных делу активистов, он возобновил деятельность подпольного горкома КПУ.
Активизация массово-политической деятельности дала свои результаты. Рабочие Днепропетровска, Днепродзержинска и других промышленных центров области, горняки Криворожья и Марганца саботировали мероприятия фашистов. Несмотря на усилия, прилагаемые гитлеровцами, ни один из заводов не стал в строй. На железной дороге всё чаще случались аварии. Колхозное крестьянство также активно откликнулось на призыв партийного подполья. В 1942 году в результате организованного саботажа крестьянства 50 % посевной площади области не было засеяно.
В июне 1942 года провокатор гестапо проник на свадьбу молодых подпольщиков Веры Хитько и Николая Токмакова, во время которой Н. И. Сташков провел нелегальное совещание активистов. После свадьбы группа подпольщиков была арестована, 8—9 июля 1942 была арестована ещё одна группа подпольщиков.
В начале июля 1942 года перебрался в Павлоград, где находился обком и оттуда руководил действиями подполья.
28 июля 1942 года он прибыл на рынок Павлограда, где у него была назначена встреча, но на выходе был опознан провокатором. Попытался бежать, но дважды был ранен из пистолета в бедро и руку, схвачен и доставлен в гестапо.
В Павлоград прибыл начальник СД штурмбанфюрер Мульде и Сташков под сильной охраной был перевезён в днепропетровскую тюрьму в здании на улице Короленко. В тюрьме гитлеровцы жестоко пытали Сташкова, но не смогли сломить подпольщика.
26 января 1943 года был расстрелян.
2 мая 1945 года указом Президиума Верховного Совета СССР за выдающиеся заслуги, мужество и героизм, проявленные в борьбе против немецко-фашистских захватчиков в период Великой Отечественной войны секретарю Днепропетровского подпольного обкома партии Николаю Ивановичу Сташкову посмертно присвоено звание Героя Советского Союза.

## Награды
- Медаль «Золотая Звезда» (2 мая 1945, посмертно);
- орден Ленина (2 мая 1945, посмертно).

## Память
Именем Героя были названы: 

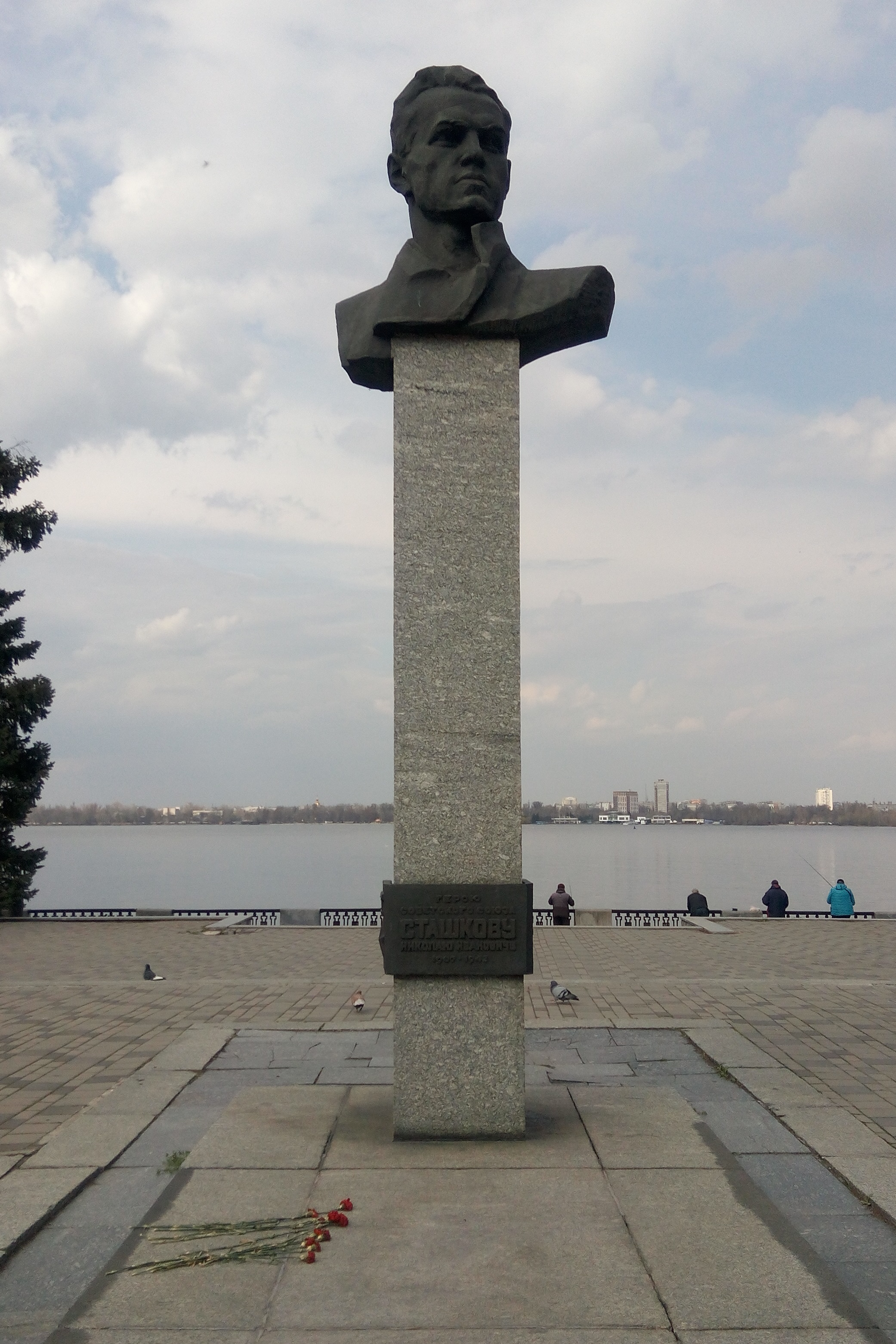
Бюст Н. И. Сташкову на Сичеславской набережной в Днепре

- улица в городе Днепропетровске. На набережной Днепра заложена аллея в честь Н. И. Сташкова. 9 мая 1965 года на аллее был установлен бюст на гранитном постаменте с надписью: «Аллея имени Сташкова Николая Ивановича — Героя Советского Союза, секретаря Днепропетровского подпольного обкома партии. Никогда не забудем тебя…»[6]. Так же имя Сташкова присвоено одной из улиц Павлограда. И на доме напротив базара ему была установлена мемориальная доска.
- речной пассажирский теплоход тип МО (проект 839), построенный в 1958 году на Херсонском судоремонтно-судостроительном заводе имени Коминтерна[5].
- каменноугольная шахта имени Н. И. Сташкова в городе Першотравенск Днепропетровской области.
- улица в Кривом Роге[10], улица в Павлограде.
- В Днепропетровском металлургическом институте был установлен бюст Н. И. Сташкова[5].